# Pont de la Concorde
Die Pont de la Concorde ist eine Brücke im kanadischen Montreal. Sie überführt die Avenue Pierre-Dupuy über den Sankt-Lorenz-Strom zur Île Sainte-Hélène. Die zur Expo 67 erbaute Brücke wurde 1965 eröffnet und gehörte auch zu deren Gelände. Sie ist sowohl vom Autoverkehr als auch für Fahrradfahrer und Fußgänger nutzbar. Während der Weltausstellung verkehrte auf der Brücke der Expo Express. Die Feldweiten der stählernen Balkenbrücke sind 103,7 Meter – 3 × 160,0 Meter – 103,7 Meter. Am Ostende der Brücke führt eine weitere Brücke, die Pont des Îles, von der Île Sainte-Hélène zur Île Notre-Dame.